# Даг Крісті (баскетболіст)
Даглас Дейл Крісті (англ. Douglas Dale Christie, нар. 9 травня 1970, Сіетл, США) — американський професіональний баскетболіст, що грав на позиції атакувального захисника за низку команд НБА. Згодом — експерт з матчів «Сакраменто Кінгс» на телеканалі NBC Sports. З 2022 року — асистент головного тренера «Сакраменто Кінґс».

## Ігрова кар'єра
Починав грати у баскетбол у команді старшої школи Рейньєр Біч (Сіетл, Вашингтон). У її складі став чемпіоном штату Вашингтон. На університетському рівні грав за команду Пеппердін (1989–1992). Двічі визнавався найкращим баскетболістом року конференції WCC.
1992 року був обраний у першому раунді драфту НБА під загальним 17-м номером командою «Сіетл Суперсонікс». Проте професіональну кар'єру розпочав у другій половині сезону 1992-1993 року виступами за «Лос-Анджелес Лейкерс», куди був обміняний. 
З 1994 по 1996 рік грав у складі «Нью-Йорк Нікс».
1996 року перейшов до «Торонто Репторз», у складі якої провів наступні 4 сезони своєї кар'єри.
Наступною командою в кар'єрі гравця була «Сакраменто Кінґс», куди він був обміняний на Корлісса Вільямсона. Відіграв за клуб з Сакраменто наступні 5 сезонів. Виступав у команді разом з такими гравцями як Джейсон Вільямсон, Предраг Стоякович, Кріс Веббер та Владе Дівац. Разом їх називали «Найбільшим шоу на майданчику» (англ. The Greatest Show on Court). 
2005 року був обміняний на Каттіно Моблі до «Орландо Меджик». Зігравши кілька матчів, травмувався та був відрахований зі складу команди у серпні. 
Того ж року підписав контракт з «Даллас Маверікс». Через повільне відновлення після травми, клуб відрахував Крісті у листопаді 2005 року.
Останньою ж командою в кар'єрі гравця стала «Лос-Анджелес Кліпперс», до складу якої він приєднався у січні 2007 року, підписавши 10-денний контракт.
2014 року взяв участь у товариському матчі у Північній Кореї, який організував Денніс Родман.

## Кар'єра тренера
2022 року увійшов до тренерського штабу Майка Брауна в «Сакраменто Кінґс».